# Galium murbeckii
Galium murbeckii är en måreväxtart som beskrevs av René Charles Maire. Galium murbeckii ingår i släktet måror, och familjen måreväxter.
Artens utbredningsområde är Algeriet. Inga underarter finns listade i Catalogue of Life.